# Parafia św. Jakuba Apostoła w Mąkoszynie
Parafia Świętego Jakuba Apostoła w Mąkoszynie – parafia rzymskokatolicka, znajdująca się w diecezji włocławskiej, w dekanacie izbickim.

## Duszpasterze
- proboszcz: ks. Krzysztof Szcześniak (od 2001)

## Poprzedni administratorzy
- proboszcz ks. Wincenty Wrzaliński (1907-1920)

## Kościoły
- kościół parafialny: Kościół Matki Boskiej Częstochowskiej w Mąkoszynie